# Heidi Dyhre Traaserud
Heidi Dyhre Traaserud, née le 10 juillet 2003 à Skien dans le comté de Telemark, est une sauteuse à ski norvégienne.

## Carrière sportive
Traaserud fait ses débuts international lors de la Coupe FIS 2017/18 à Râșnov le 20 septembre 2017, où elle a terminé 17e sur le tremplin normal. intègre le circuit européen pour la saison 2018/19 de saut à ski en décembre 2018 à Notodden, où elle s'est classée 15e. Elle finit la saison à la 40e place avec 27 points. Elle participe aux Championnats du monde 2019, où elle termine à la 49e place en individuel et à la neuvième place par équipe. Cette saison, elle remporte aux championnats norvégiens l'argent dans la compétition par équipes avec Astrid Louise Baarset, et individuellement, elle termine sixième au petit tremplin et neuvième au tremplin normal.
Elle représente la Norvège aux Jeux olympiques de la jeunesse d'hiver de 2020 : dans la compétition individuelle, elle arrivé à la 22e tandis que l'équipe norvégienne qui se classe septième dans la compétition par équipes mixtes.
Aux Championnats du monde junior de ski nordique 2022 à Zakopane, elle atteint le deuxième tour de l'épreuve individuelle pour finalement se classer 31e ; si les Norvégiennes obtiennent une cinquième place par équipe, dans la compétition mixte, elle remporte la médaille de bronze avec Midtsundstad, Aardal et Olaussen
Le 24 février 2024, Traaserud fait ses débuts en Coupe du monde lors de la saison 2023/24 à Hinzenbach, terminant à la 28e place puis à la 22e place le lendemain. Lors de la finale de la saison à Planica en mars 2024, elle réalise son meilleur classement avec une 9e place sur le tremplin normal.
En février 2025, elle participe aux championnats du monde où elle remporte une médaille d'or lors de sa première participation au concours par équipe sur petit Tremplin avec Strøm, Midtskogen et Kvandal.

## Palmarès

### Championnats du monde
| Épreuve / Édition  | Trondheim 2025 |
| Petit tremplin     | 16e            |
| Grand tremplin     |                |
| Par équipes        | Or             |
| Par équipes mixtes |                |

#### Victoires individuelles
| Année | Lieu |

#### Classements généraux annuels
| Année | Rang |
| 2024  | 30e  |

### Championnats du monde junior
- Médaille de bronze par équipes mixtes en 2022 à Zakopane.